# MPEG-4
MPEG-4 یا گروه کارشناسان تصویر متحرک-۴ (به انگلیسی: The Moving Picture Experts Group) چهارمین نسل از گروه گروه کارشناسان تصویر متحرک و یک فرمت است.